# Oria fugitiva
Oria fugitiva är en tvåvingeart som beskrevs av Robineau-desvoidy 1863. Oria fugitiva ingår i släktet Oria och familjen parasitflugor.
Artens utbredningsområde är Frankrike. Inga underarter finns listade i Catalogue of Life.